# Upravljanje s cilji
Nedavne raziskave potrjujejo, da je upravljanje s cilji široko uporabljen menedžmentski sistem, tako v zasebnem kot javnem sektorju. 
Koncept upravljanja s cilji je bil razvit kot sinteza treh procesov. Ti procesi so: 
- postavljanje ciljev (temeljni proces)
- sodelovanje pri odločanju
- povratna informacija

O ciljih organizacije se naj ne bi le predvidevalo, saj je postavljanje ciljev težek in tvegan proces in ne nekaj očitnega, danega ali znanega. Cilje bi morali stalno preverjati in revidirati. Tako kot dnevna komunikacija med člani v organizaciji, naj bi tudi postavljanje ciljev povečalo delovno učinkovitost, saj usmerja pozornost in delovanje vseh članov v organizaciji.